# La caída de Trántor
"La caída de Trántor" (título original en inglés: "Trantor Falls") es un cuento del escritor estadosunidense Harry Turtledove, publicado en 1989 en la colección de cuentos Asimov y sus amigos. En torno a Fundación. En este cuento es describe en detalle lo que Isaac Asimov narró de forma general en sus obras Fundación e Imperio, Segunda Fundación y Los límites de la Fundación. Dado su estrecha relación con la Serie de la Fundación, para el lector no interiorizado en ella el cuento puede ser de compresión ardua. 
El cuento fue escrito como un homenaje en vida a Isaac Asimov y se lo considera canon en el Universo de la Fundación.

## Argumento
El relato narra la caída de la capital imperial de Trántor, gobernada por el último emperador, Dagoberto VIII, y donde estaba ubicada la sede de la Universidad y la Biblioteca Imperial.  Sus oponentes son las fuerzas bárbaras del comandante militar Gilmer.
Tras la derrota del imperio y el Gran Saqueo, comienzan las negociaciones de armisticio que Yokim Sarns, Primer Orador de la Segunda Fundación  y Decano de la Universidad, tiene con el comandante Gilmer. En el curso de las mismas el bárbaro visita la Universidad y la Biblioteca. Gilmer se siente impresionado y atemorizado por el ambiente misterioso de la Biblioteca (que está formada por cavernas que abarcan kilómetros de extensión y que guardaban todas las publicaciones de la Galaxia). Acepta un armisticio totalmente favorable para la Segunda Fundación. La obra termina cuando Sarns y los otros jefes analizan las ecuaciones psicohistóricas de Hari Seldon y declaran extinto al Primer Imperio Galáctico.